# Tuomo Haapala
Tuomo Arvi Aatami Haapala, född 26 maj 1945 i Torneå, är en finländsk-svensk komponist, musiker, regissör och skribent. Han är gift med Marie Selander och har sönerna Trolle Selander och Jouni Haapala.
Haapala växte upp vid Kukkolaforsen och har varit verksam som musiker i Sverige sedan 1969. Han kom till Stockholm för ett sommarjobb på Apotekarnes från studier på Sibelius-akademien i Helsingfors. Han blev förtjust i Stockholms levande atmosfär med ett rikt och äventyrligt musikliv och många aktiviteter för global rättvisa. Efter beslutet att stanna i Stockholm letade han tillsammans med Arvid Uggla, som han mött i en studentsymfoniorkester, igång att leta efter medmusiker för att bilda en fri improvisationsgrupp. De kom i kontakt med  multiinstrumentalisten Jörgen Adolfsson, trumslagaren Sune Spångberg och saxofonisten Allan Olsson och bildade frigruppen ISKRA 1970.
1973 träffade han sångerskan och komponisten Marie Selander och de skapade den första versionen av Vargavinter, en av de allra tidigaste så kallade  "världsmusikgrupperna" med Kjell Westling, Christer Bothén, Jörgen Adolfsson och Janne Hellberg. Till den andra versionen av gruppen knöts sångerskan och komponisten Anita Livstrand. Hon ersatte Westling, Bothen och Hellberg. Både Iskra och Vargavinter var med och bildade det innovativa musikerkollektivet Ett minne för livet 1975 med bland andra trumslagaren Bengt Berger och multi-imstrumentalisten Christer Bothén. Namnet var en hommage till befrielsen av Vietnam. 
Haapala var en av grundarmedlemmarna i FRIM (Föreningen för fri improviserad musik) och spelade i FRIM:s storband. Förutom albumen med Iskra: Jazz i Sverige 1975, Caprice (dubbelvinyl), Allemansrätt 1977 (Ett minne för livet MILP 002), Besvärjelser 1977 (Ett minne för livet  MILP 004), Fantasies 1984 (Mistlur) och Luft (Dragon) samt Vargavinters två vinyler Vargavinter 1975 (Silence  SRS 4637 nu även digitaliserad) och Röster från alla land 1978 (Ett minne för livet/MNW 005) har Haapala gett ut följande skivor i eget namn: Vattenvirvlar (Caprice Records) CAP 21524, 1996), Sonic Poems: Music for the Deep Violin (Bokbandet BB 37-5, 2005), Det goda hatet & Kenen perään hirvet huutaa? (Bokbandet BB 43-5, 2007)  Haapala var med i den svensk-iranska gruppen MARAMAS med Marie Selander, Aftab Tahami, Cecilia Österholm och Mats Einarsson runt 2007-2009.
Boken Staden som scen: samarbete och fantasi (Bokförlaget Mormor, 2014). Boken baseras på de över 30 föreställningar/scenkonstverk Haapala regisserat, skrivit manus och musik till i Norge, Sverige och Finland sedan 1992, med över 10 000 medverkande. 1999 ombads Haapala att skapa en utbildning på Institutionen för Musikvetenskap vid Uppsala universitet. Utbildningen som studerade improvisationens  roll i olika kulturer blev oehört populär. Haapalas kollega från grupperna ISKRA och Vargavinter Jörgen Adolfsson engageras som Haapalas parhäst för att forma och driva kursen. Ett flertal svenska och internationella  musikskapare var gästlärare på utbildningen- Gunnar Valkare, Aftab Tahami, David Toop och Marie Selander. Parallelt med att driva utbildningen initierade och drev Tuomo Haapala ett av de tidiga musikalisk forskningsprojekt för Vetenskapsrådet. "Musikens vita fläckar-studier i gränslandet mellan improvisation och komposition." från 2001 till 2004.  Han var sommarpratare i P1 den 16 augusti 2000 och har gjort ett stort antal egna program för musikradion P2. och porträtterats i olika program i SVT.Haapala har skrivit och tecknat krönikor och iakttagelser till bland andra Orkesterjournalen och Dagens ETC.